# Lachapelle-en-Blaisy
Lachapelle-en-Blaisy est une commune française située dans le département de la Haute-Marne, en région Grand Est.

## Géographie

### Localisation
Lachapelle-en-Blaisy est située sur la rive gauche de la Blaise affluent de la Marne.

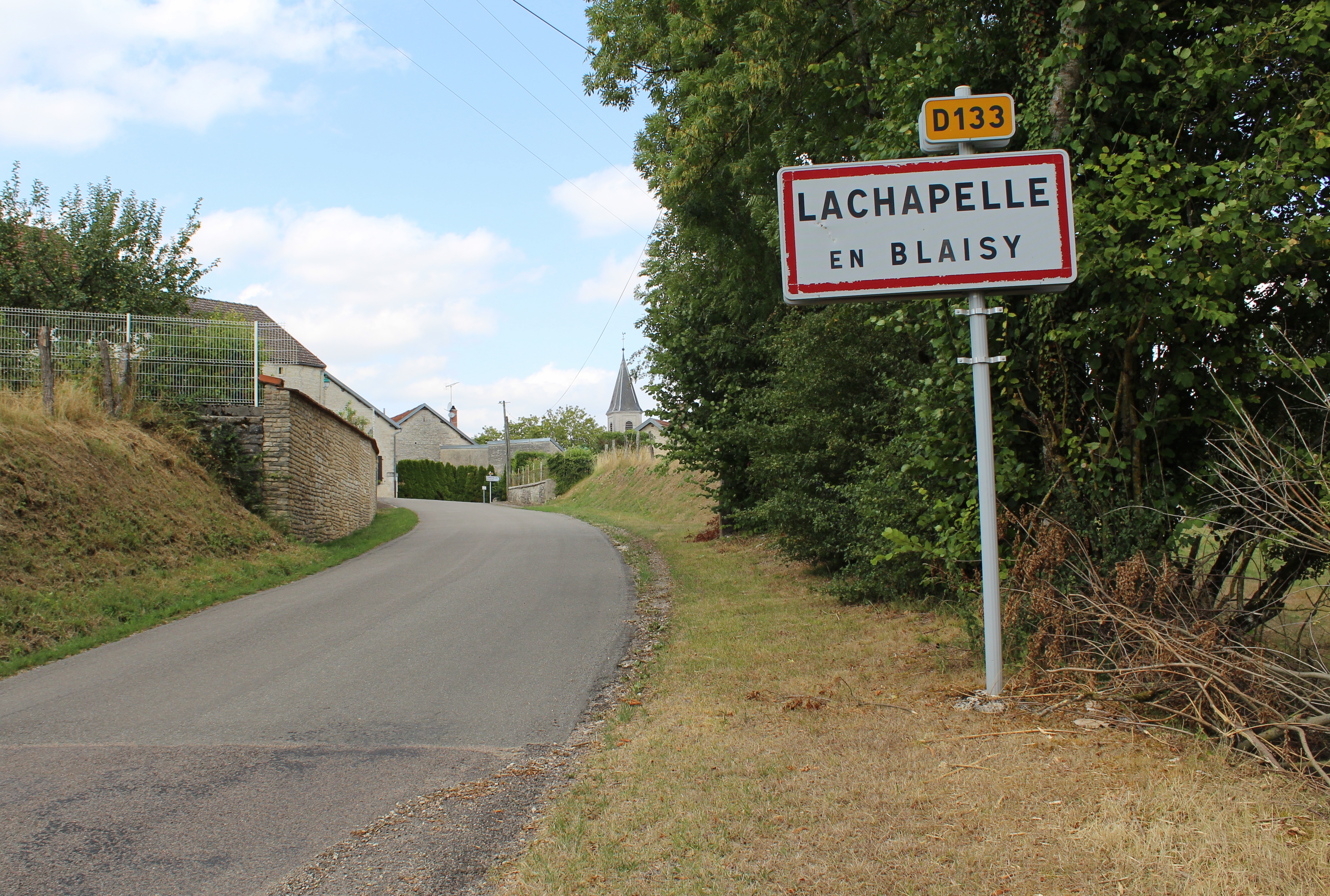
Entrée du village.

### Hydrographie
La commune est dans la région hydrographique « la Seine de sa source au confluent de l'Oise (exclu) » au sein du bassin Seine-Normandie. Elle est drainée par la Blaise, le cours d'eau 01 de la Grande Plante, le Fossé 01 des Pointes, le Fossé 01 du Val la Plusière, le Fossé 02 du Val la Plusière, le Fossé 04 du Fourneau et divers autres petits cours d'eau,.
La Blaise, d'une longueur de 86 km, prend sa source dans la commune de Gillancourt et se jette  dans la Marne à Isle-sur-Marne, après avoir traversé 34 communes. 

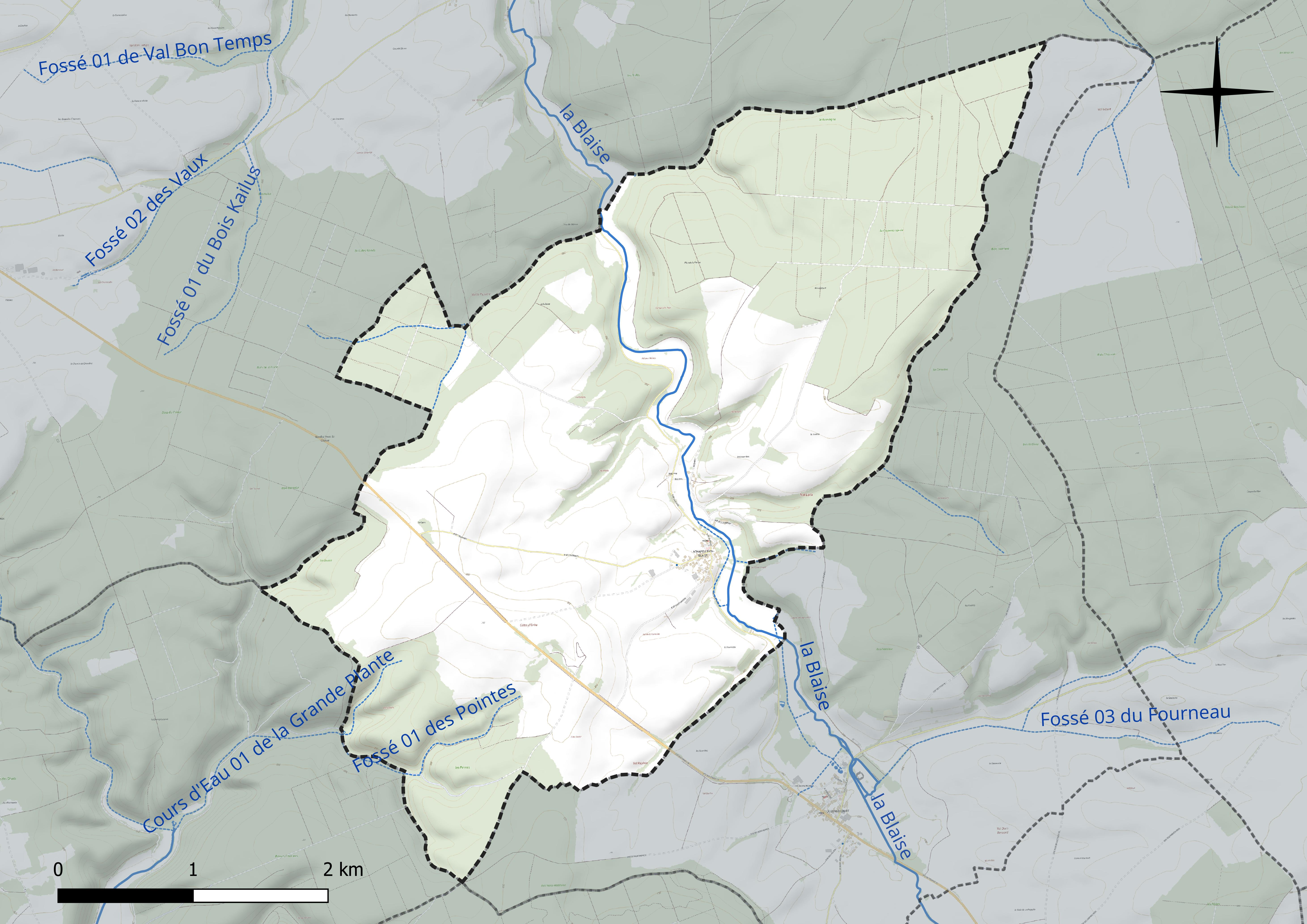
Réseau hydrographique de Lachapelle-en-Blaisy.

### Climat
Pour des articles plus généraux, voir Climat du Grand Est et Climat de la Haute-Marne.
En 2010, le climat de la commune est de type climat de montagne, selon une étude du Centre national de la recherche scientifique s'appuyant sur une série de données couvrant la période 1971-2000. En 2020, Météo-France publie une typologie des climats de la France métropolitaine dans laquelle la commune est exposée à un climat océanique altéré et est dans la région climatique  Lorraine, plateau de Langres, Morvan, caractérisée par un hiver rude (1,5 °C), des vents modérés et des brouillards fréquents en automne et hiver. 
Pour la période 1971-2000, la température annuelle moyenne est de 9,9 °C, avec une amplitude thermique annuelle de 16,2 °C. Le cumul annuel moyen de précipitations est de 986 mm, avec 13,5 jours de précipitations en janvier et 9,4 jours en juillet. Pour la période 1991-2020, la température moyenne annuelle observée sur la station météorologique de Météo-France la plus proche, « Ailleville_sapc », sur la commune d'Ailleville à 22 km à vol d'oiseau, est de 11,4 °C et le cumul annuel moyen de précipitations est de 833,5 mm. 
La température maximale relevée sur cette station est de 41,3 °C, atteinte le 25 juillet 2019 ; la température minimale est de −19,7 °C, atteinte le 20 décembre 2009,,. 
Les paramètres climatiques de la commune ont été estimés pour le milieu du siècle (2041-2070) selon différents scénarios d'émission de gaz à effet de serre à partir des nouvelles projections climatiques de référence DRIAS-2020. Ils sont consultables sur un site dédié publié par Météo-France en novembre 2022.

## Urbanisme

### Typologie
Au 1er janvier 2024, Lachapelle-en-Blaisy est catégorisée commune rurale à habitat très dispersé, selon la nouvelle grille communale de densité à sept niveaux définie par l'Insee en 2022.
Elle est située hors unité urbaine. Par ailleurs la commune fait partie de l'aire d'attraction de Chaumont, dont elle est une commune de la couronne,. Cette aire, qui regroupe 112 communes, est catégorisée dans les aires de 50 000 à moins de 200 000 habitants,.

### Occupation des sols
L'occupation des sols de la commune, telle qu'elle ressort de la base de données européenne d’occupation biophysique des sols Corine Land Cover (CLC), est marquée par l'importance des forêts et milieux semi-naturels (52,6 % en 2018), une proportion identique à celle de 1990 (52,6 %). La répartition détaillée en 2018 est la suivante : 
forêts (52,6 %), terres arables (39,5 %), prairies (7,9 %). L'évolution de l’occupation des sols de la commune et de ses infrastructures peut être observée sur les différentes représentations cartographiques du territoire : la carte de Cassini (XVIIIe siècle), la carte d'état-major (1820-1866) et les cartes ou photos aériennes de l'IGN pour la période actuelle (1950 à aujourd'hui).

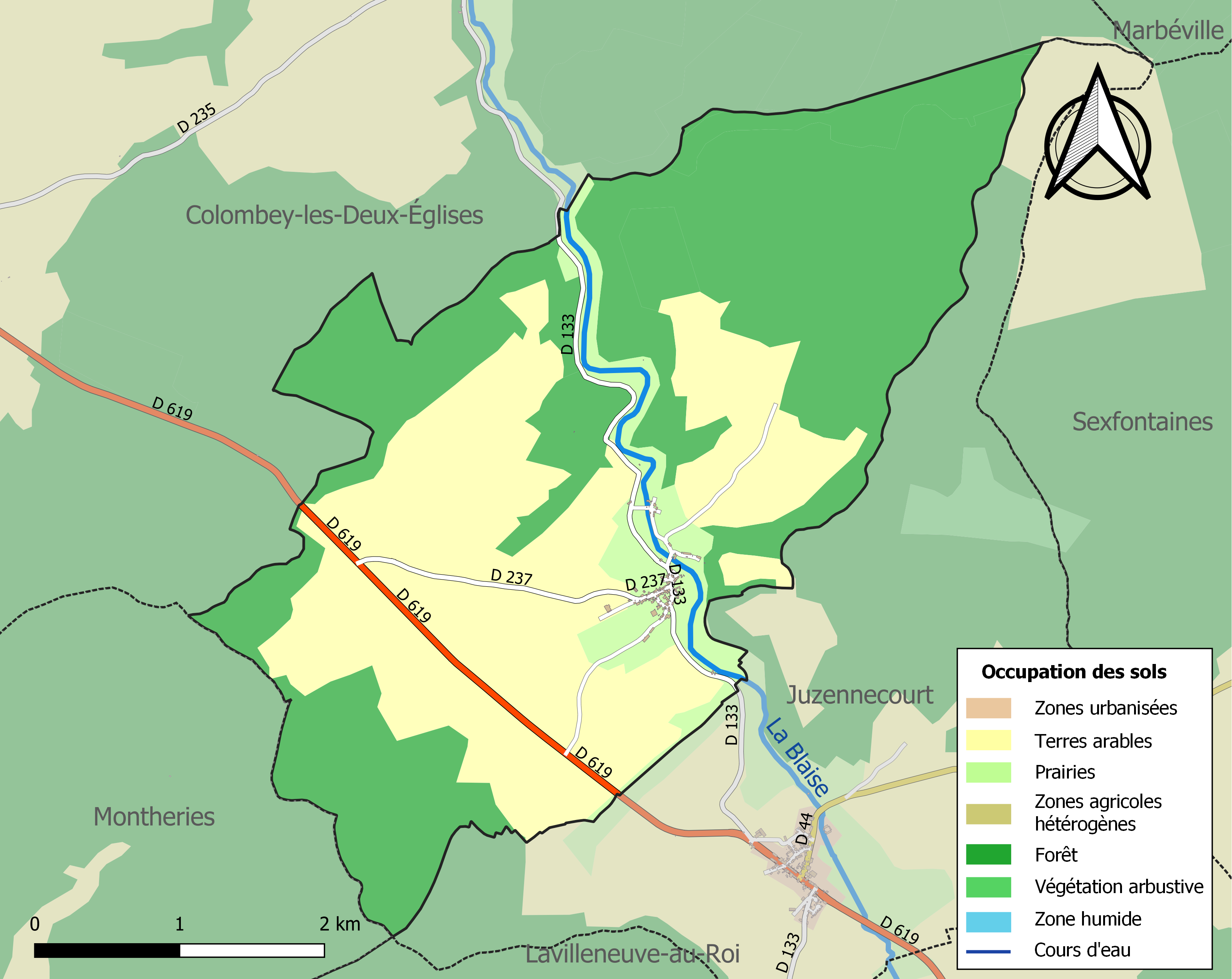
Carte des infrastructures et de l'occupation des sols de la commune en 2018 (CLC).

## Toponymie
Le nom de la localité est attesté sous les formes Capella (1208) ; La ville de la Chappelle (1233) ; Capella an Blesy (1276) ; La Chapele (1285) ; La Chappelle en Blésy (1522) ; La Chappel en Blessy (1577) ; La Chapelle en Blésy (1769) ; Chapelle-en-Blézy (XVIIIe siècle) ; Lachapelle-en-Blaisy (1858) ; Lachapelle (1886) ; Lachapelle-en-Blésy (1889).

Lachapelle trouve son origine dans sa première partie dans le latin Capella qui désigne une chapelle. Nom porté dans des régions assez diverses. Lachapelle, toponyme très répandu en France. Variantes : Lachapèle, La Chappelle.
Dans le Blésois, région du cours supérieur de la Blaise, de l'hydronyme *Bletia avec le suffixe latin -ensi, qui a donné d'abord *Blaisis, écrit Blaisy.

## Histoire
La première mention apparait au XIIIe siècle la commune dépendant de Sexfontaines et Baspré appartenant à la commanderie de Thors et Corgebin. Ses habitants sont affranchis en 1522.

## Politique et administration

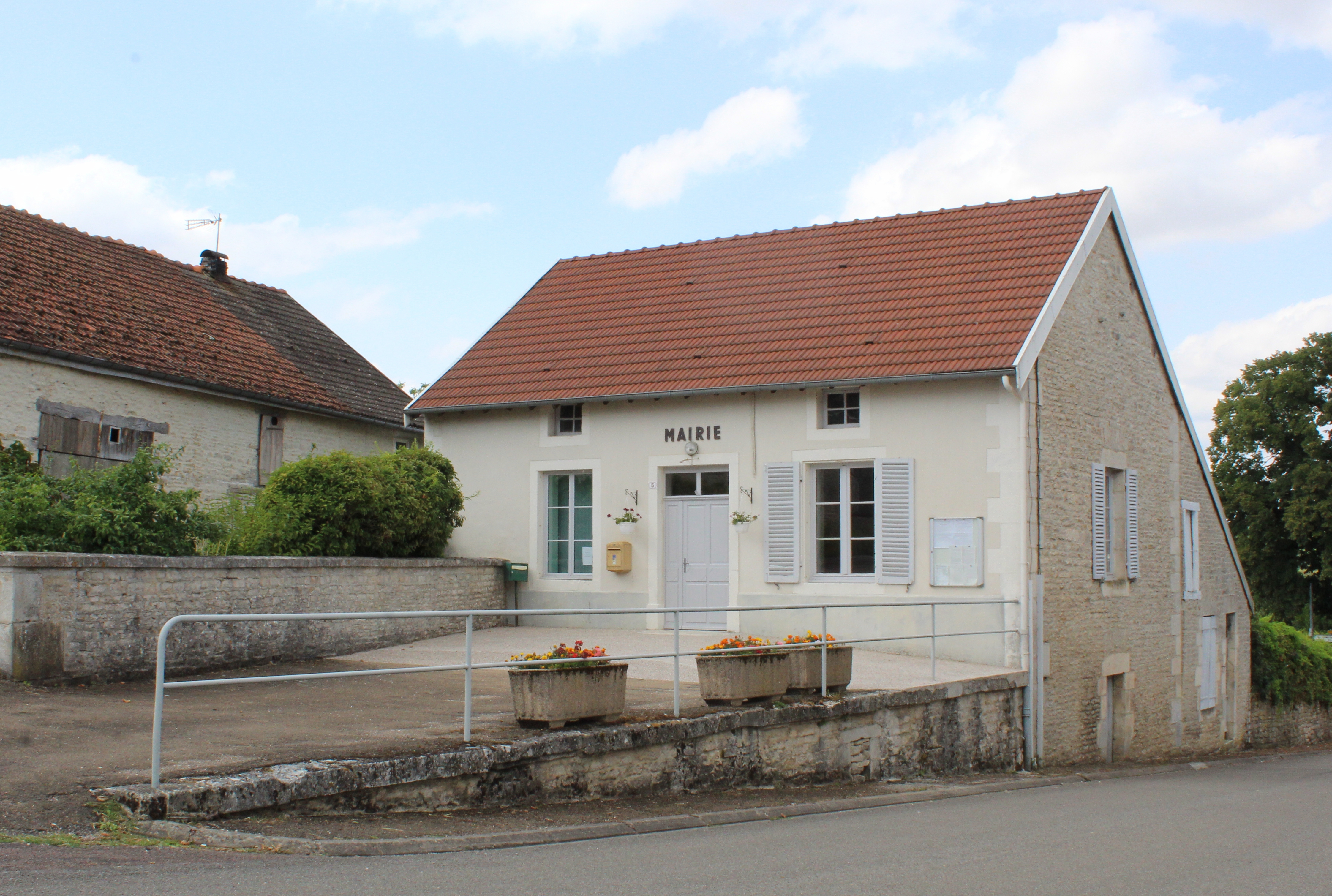
La mairie.

| Période                                  | Période   | Identité     | Étiquette | Qualité |
| ---------------------------------------- | --------- | ------------ | --------- | ------- |
| mars 1977                                | mars 2008 | Gabriel Noël |           |         |
| mars 2008                                | En cours  | Michel Menet |           |         |
| Les données manquantes sont à compléter. |           |              |           |         |

## Population et société

### Démographie

#### Évolution démographique
L'évolution du nombre d'habitants est connue à travers les recensements de la population effectués dans la commune depuis 1793. Pour les communes de moins de 10 000 habitants, une enquête de recensement portant sur toute la population est réalisée tous les cinq ans, les populations de référence des années intermédiaires étant quant à elles estimées par interpolation ou extrapolation. Pour la commune, le premier recensement exhaustif entrant dans le cadre du nouveau dispositif a été réalisé en 2008.

En 2022, la commune comptait 84 habitants, en évolution de +7,69 % par rapport à 2016 (Haute-Marne : −4,62 %, France hors Mayotte : +2,11 %).
| 1793 | 1800 | 1806 | 1821 | 1831 | 1836 | 1841 | 1846 | 1851 |
| ---- | ---- | ---- | ---- | ---- | ---- | ---- | ---- | ---- |
| 326  | 359  | 406  | 381  | 391  | 397  | 441  | 391  | 420  |

| 1856 | 1861 | 1866 | 1872 | 1876 | 1881 | 1886 | 1891 | 1896 |
| ---- | ---- | ---- | ---- | ---- | ---- | ---- | ---- | ---- |
| 377  | 385  | 387  | 370  | 348  | 342  | 305  | 292  | 281  |

| 1901 | 1906 | 1911 | 1921 | 1926 | 1931 | 1936 | 1946 | 1954 |
| ---- | ---- | ---- | ---- | ---- | ---- | ---- | ---- | ---- |
| 247  | 225  | 220  | 184  | 149  | 168  | 146  | 159  | 132  |

| 1962 | 1968 | 1975 | 1982 | 1990 | 1999 | 2006 | 2008 | 2013 |
| ---- | ---- | ---- | ---- | ---- | ---- | ---- | ---- | ---- |
| 136  | 102  | 66   | 75   | 78   | 87   | 80   | 78   | 77   |

| 2018 | 2022 | - | - | - | - | - | - | - |
| ---- | ---- | - | - | - | - | - | - | - |
| 84   | 84   | - | - | - | - | - | - | - |

## Lieux et monuments
Le chœur de l'église Saint-Michel de Lachapelle-en-Blaisy a été classé monument historique en 1929.

### Galerie

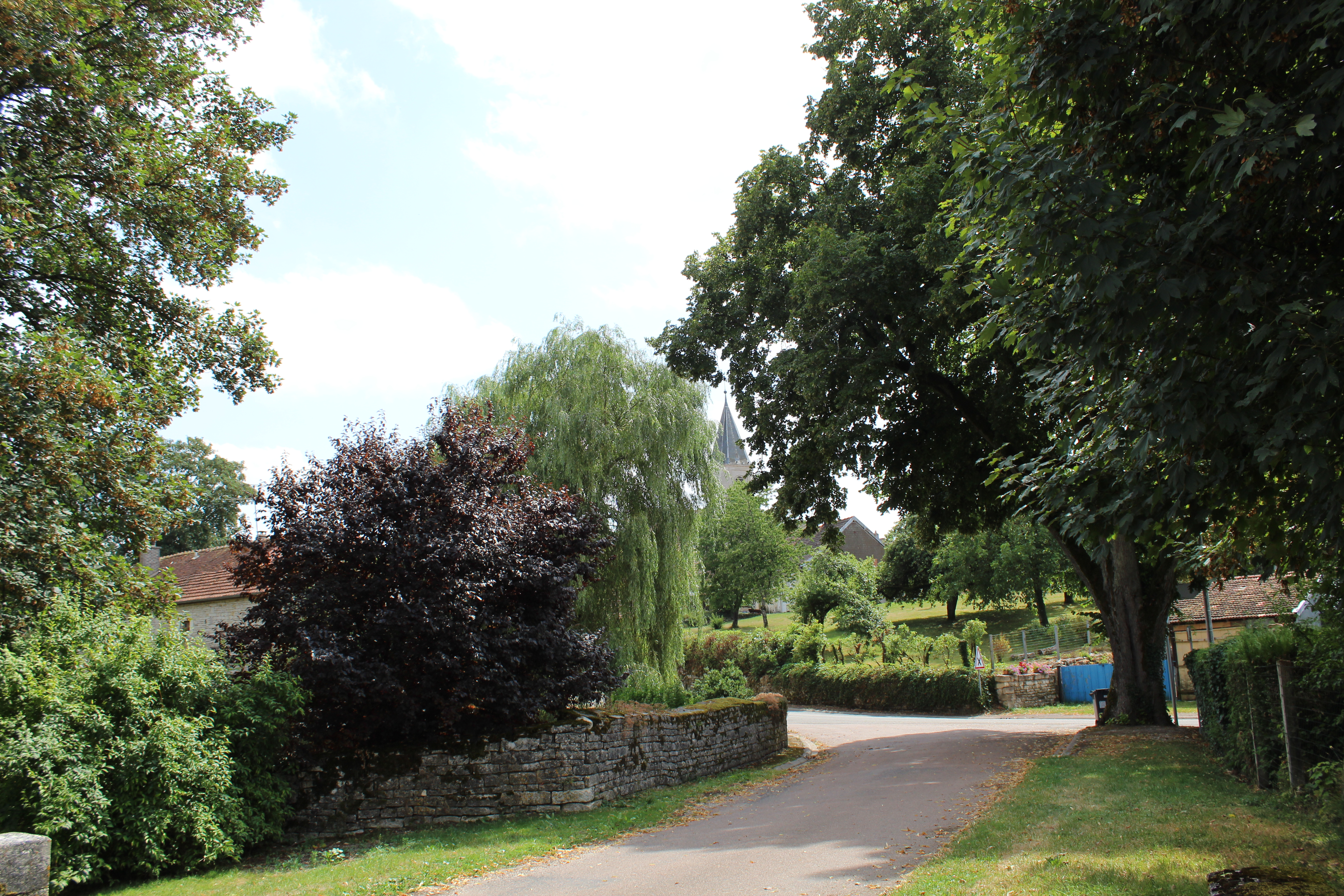
La rue du Val Lara.
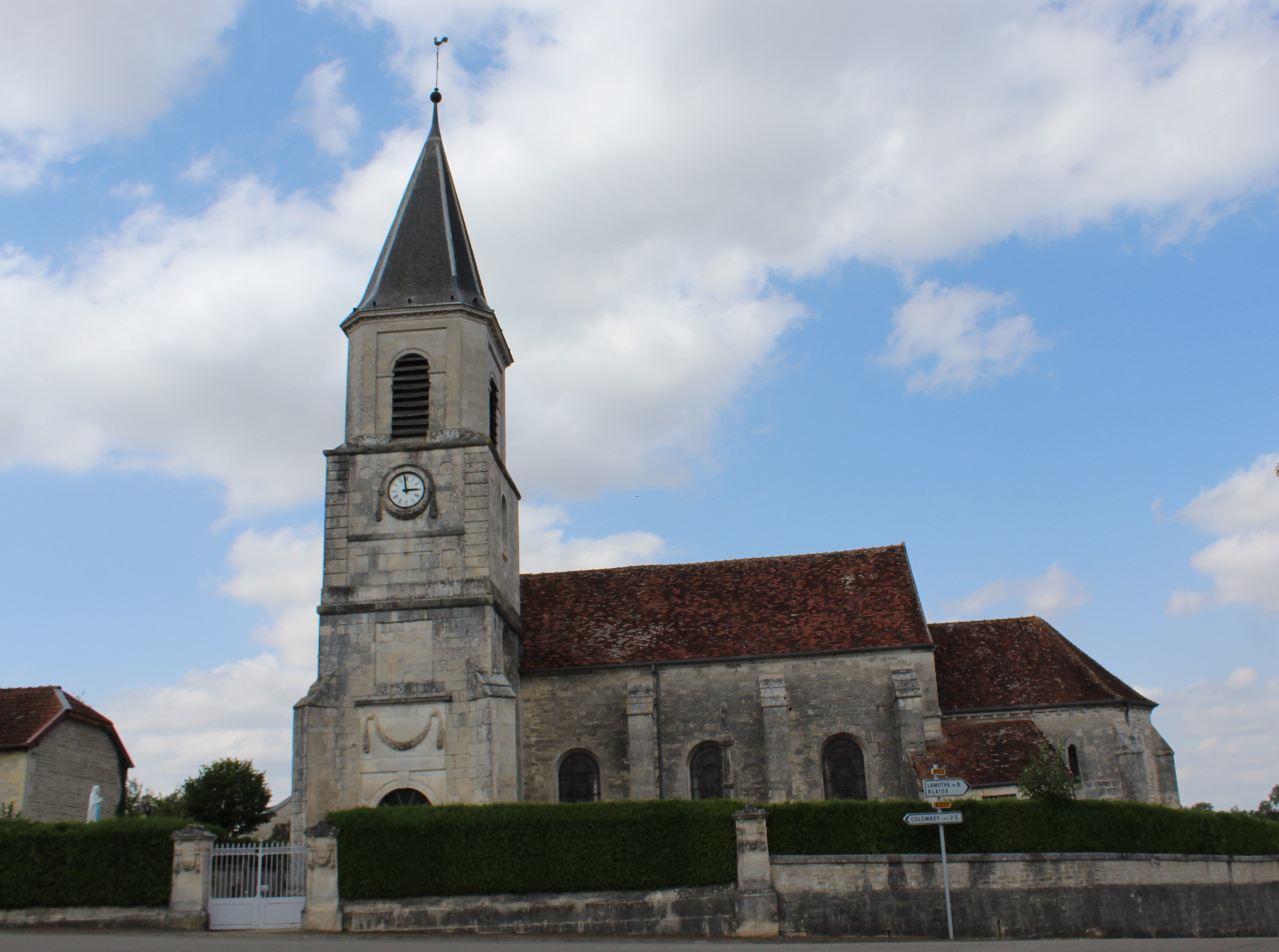
L'église Saint-Michel.
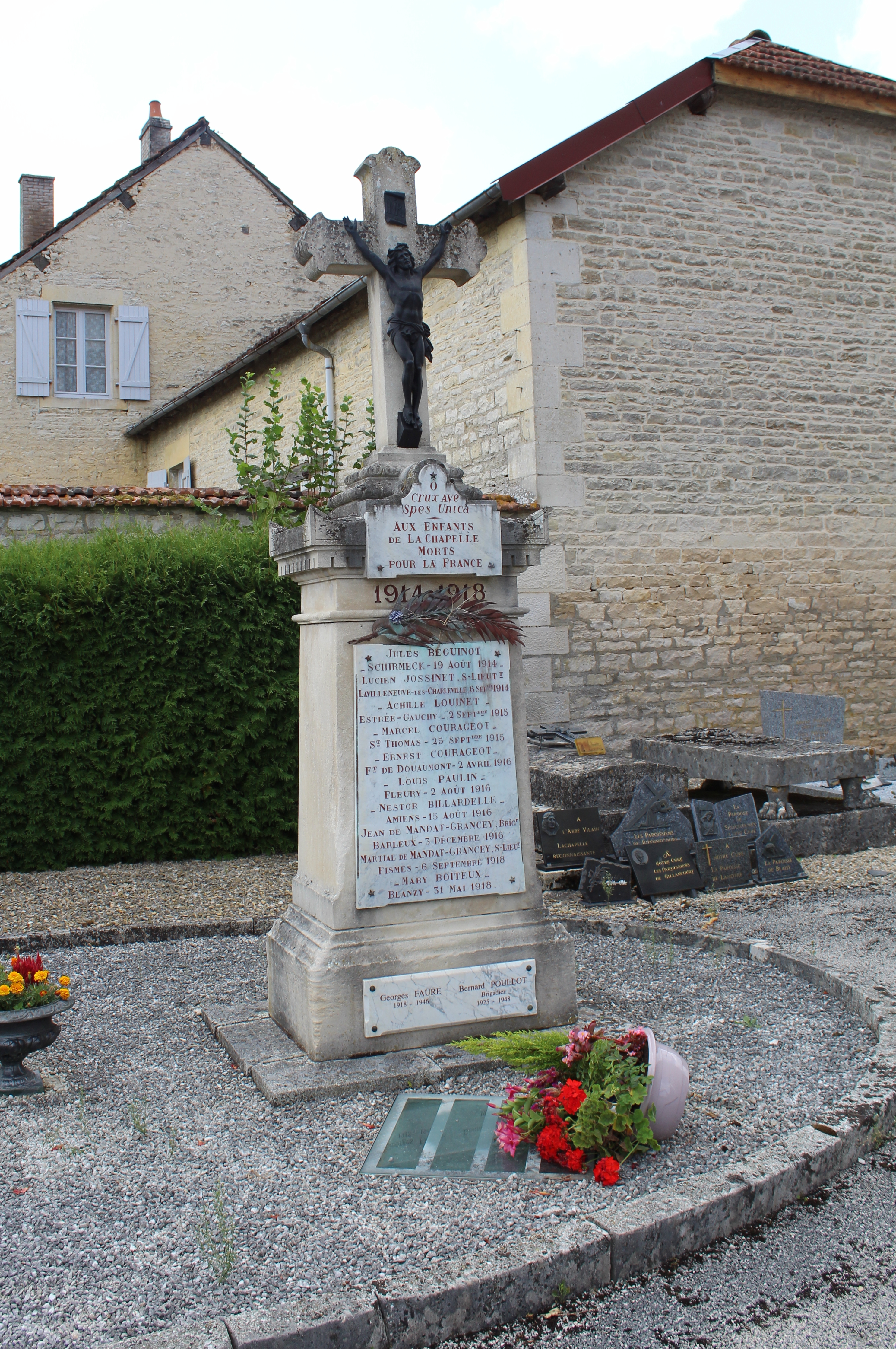
Le monument aux morts.

## Personnalités liées à la commune
- Famille Consigny, originaire du village.